# Thamnosciadium junceum
Thamnosciadium junceum är en flockblommig växtart som först beskrevs av John Sibthorp och James Edward Smith, och fick sitt nu gällande namn av Per Hartvig. Thamnosciadium junceum ingår i släktet Thamnosciadium och familjen flockblommiga växter. Inga underarter finns listade i Catalogue of Life.